# William J. Jefferson
 (juin 2019).
Si vous disposez d'ouvrages ou d'articles de référence ou si vous connaissez des sites web de qualité traitant du thème abordé ici, merci de compléter l'article en donnant les références utiles à sa vérifiabilité et en les liant à la section « Notes et références ».
Pour les articles homonymes, voir Jefferson.
William Jennings Jefferson dit Bill Jefferson, né le 14 mars 1947 à Lake Providence (Louisiane), est un homme politique américain. Membre du Parti démocrate, il est représentant de Louisiane entre 1991 et 2009 au Congrès des États-Unis.

## Biographie
Seul démocrate à ne pas être réélu à la Chambre fédérale lors des élections législatives américaines de 2008, il est condamné par un jury populaire, le 13 novembre 2009, à treize ans de prison pour corruption (fraude et détournement de fonds). Il s'agit de la plus longue peine de réclusion jamais prononcée contre un membre du Congrès américain. Il est incarcéré depuis mai 2012 à la prison de Beaumont (Texas).

### Article annexe
- Liste des représentants de Louisiane